# Суд над декабристами

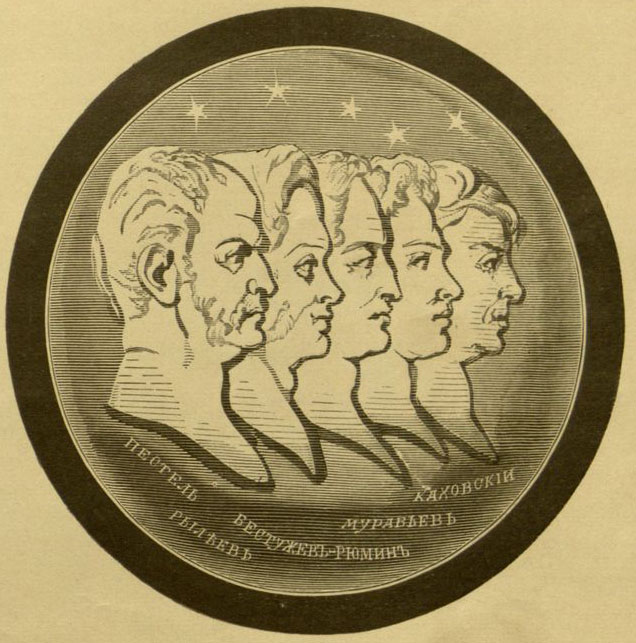
Профили пяти казнённых

Суд над декабристами — уголовный процесс по обвинению участников восстания на Сенатской площади в Петербурге 14 (26) декабря 1825 года — декабристов — в государственной измене против императора Николая I.
Это был беспрецедентный для России по масштабу тайный политический судебный процесс, которым руководил, вплоть до назначения наказания каждому обвиняемому, лично император Николай I.
Аресты подозреваемых начались с 13 (25) декабря 1825 года, накануне выхода заговорщиков. Первым жандармерия арестовала Павла Пестеля. Приговоры декабристам были объявлены судом 13 июля 1826 года — спустя 7 месяцев после восстания. В результате на Кронверке Петропавловской крепости были казнены пять человек — Павел Пестель, Кондратий Рылеев, Сергей Муравьёв-Апостол, Михаил Бестужев-Рюмин и Пётр Каховский.

## Следствие, суд, приговор
Через три дня после событий на Сенатской площади указом 17 (29) декабря 1825 года учреждена была Комиссия для изысканий о злоумышленных обществах под председательством военного министра Александра Татищева. 30 мая (11 июня) 1826 года следственная комиссия представила императору Николаю всеподданнейший доклад, составленный Д. Н. Блудовым. Манифестом 1 (13) июня 1826 года учреждён Верховный уголовный суд.

В состав Верховного уголовного суда были включены Мордвинов и Сперанский — именно те высокопоставленные чиновники, которых подозревали в закулисной режиссуре неудавшегося мятежа. Николай I через Бенкендорфа, минуя Следственный комитет, пытался выяснить, был ли связан Сперанский с декабристами. А. Д. Боровков в своих записках свидетельствовал о том, что расследовался вопрос о причастности к планам декабристов Сперанского, Мордвинова, Ермолова и Киселёва, однако затем материалы этого расследования были уничтожены. 

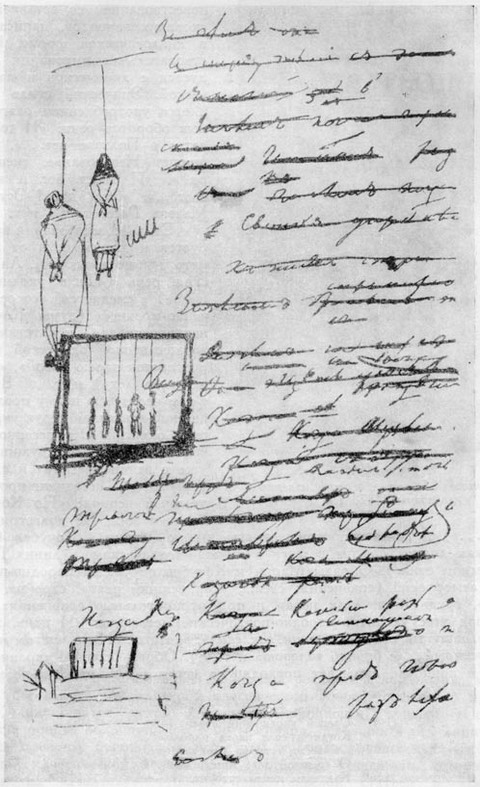
Страница рукописи Пушкина с изображением казнённых декабристов

К следствию было привлечено 579 человек, из них 11 доносчиков.
Суду были преданы: из Северного общества — 61 чел., Южного общества — 37 чел., Соединённых славян — 23 чел. многие из которых были вообще посторонними людьми. Суд установил одиннадцать разрядов, поставив вне разрядов пять человек, и приговорил: на смертную казнь — пятерых четвертованием, 31 — отсечением головы, 17 — к политической смерти, 16 — к пожизненной ссылке на каторжные работы, 5 — к ссылке на каторжные работы на 10 лет, 15 — к ссылке на каторжные работы на 6 лет, 15 — к ссылке на поселение, 3 — к лишению чинов, дворянства и к ссылке в Сибирь, 1 — к лишению чинов и дворянства и разжалованию в солдаты до выслуги, 8 — к лишению чинов с разжалованием в солдаты с выслугой. Суд ещё до вынесения приговора не предполагал применения к декабристам какой-либо иной казни, кроме повешения. Как писал начальник Главного штаба И. И. Дибич председателю Верховного уголовного суда князю П. В. Лопухину: 

На случай сомнения о виде казни, какая сим преступникам судом определена быть может, государь император повелеть мне соизволил предварить вашу светлость, что его величество никак не соизволяет не токмо на четвертование, яко казнь мучительную, но и на расстреляние, как казнь одним воинским преступлениям свойственную, ни даже на простое отсечение головы, и, словом, ни на какую смертную казнь, с пролитием крови сопряженную.— Из письма начальника Главного штаба Ивана Ивановича Дибича председателю Верховного уголовного суда князю Петру Васильевичу Лопухину
Император Николай I указом от 10 июля 1826 года смягчил приговор почти по всем разрядам; только в отношении пяти приговорённых, поставленных вне разрядов, приговор суда был подтверждён (Пестель, Рылеев, Сергей Муравьёв-Апостол, Бестужев-Рюмин и Каховский). Суд вместо мучительной смертной казни четвертованием приговорил их повесить, «сообразуясь с Высокомонаршим милосердием, в сем самом деле явленным смягчением казней и наказаний, прочим преступникам определённых».
В Варшаве Следственный комитет для открытия тайных обществ начал действовать 7 (19) февраля 1826 года и представил своё донесение цесаревичу Константину Павловичу 22 декабря 1826 (3 января 1827) года. Только после этого начался суд, который действовал на основании Конституционной хартии Царства Польского и отнёсся к подсудимым с большим снисхождением.
Около 120 членов тайных обществ подверглись внесудебным репрессиям (заточение в крепость, разжалование, перевод в действующую армию на Кавказ, передача под надзор полиции). Дела солдат, участвовавших в восстании, разбирали Особые комиссии: 178 прогнали сквозь строй, 23 приговорили к другим видам телесных наказаний; из остальных (около 4 тыс.) сформировали сводный гвардейский полк и послали его на кавказский театр военных действий.
Кроме того, в 1826—1827 гг. военными судами на различные сроки каторжных работ и поселение в Сибирь были осуждены члены ряда тайных обществ, которые не были непосредственно связаны с Северным и Южным обществами, но были близки к ним по духу и устремлениям: Астраханского, Оренбургского, Военных друзей.

## Обстоятельства процесса
Усилия Николая I были направлены на скорейшее расследование и наказание виновных: «Я думаю покончить возможно скорее с теми из негодяев, которые не имеют никакого значения по признаниям, какие они могут сделать, но, будучи первыми, поднявшими руку на своё начальство, не могут быть помилованы». Но на допросах всплывали всё новые имена и факты, так что следственная комиссия смогла завершить следствие над более чем 120 обвиняемыми и тремя сотнями привлечённых к делу только через полгода.

### Начало разбирательства
Первые аресты (по доносу Майбороды от 25 ноября (7 декабря) 1825 г.) были проведены ещё до начала восстания: П. И. Пестель и А. П. Юшневский были задержаны 13 (25) декабря 1825 г. Одновременно с ними было велено арестовать Н. М. Муравьёва, но в связи с его отъездом в отпуск он был задержан только 20 декабря.
В день восстания были задержаны М. А. Бестужев, Е. П. Оболенский, А. Н. Сутгоф, А. А. Шторх и Д. А. Щепин-Ростовский. Первыми были допрошены Щепин-Ростовский, принятый Николаем за «главное лицо бунта», и Сутгоф, назвавший несколько имен, в том числе, Е. П. Оболенского, А. И. Одоевского, Н. А. Панова, П. Г. Каховского, Н. А. Бестужева и К. Ф. Рылеева, «как главного заговорщика».
Не допускавший мысли о том, что руководили восставшими прославленные офицеры-гвардейцы, этим же вечером Николай написал Константину: «У нас имеется доказательство, что делом руководил некто Рылеев, статский…»
Вечером 14 декабря Рылеев был арестован и при допросе признал существование тайного общества и его цель — введение конституционной монархии. Он назвал имена А. А. и Н. А. Бестужевых, П. Г. Каховского, В. К. Кюхельбекера, Н. М. Муравьёва, Е. П. Оболенского, А. И. Одоевского, И. И. Пущина, А. Н. Сутгофа, С. П. Трубецкого.
Круг подозреваемых стал быстро увеличиваться.
В ночь на 15 декабря были арестованы и доставлены в Зимний дворец А. П. Арбузов, Б. А. Бодиско, Ф. Г. Вишневский, О. В. Горский, А. О. Корнилович, Е. П. Оболенский, С. П. Трубецкой. Допросы арестованных в первую ночь и в последующие дни проходили в Гостиной (ныне зал № 172) в апартаментах Николая I.
15 декабря — А. П. и П. П. Беляевы, П. А. Бестужев, М. А. Бодиско, В. А. Дивов, П. Г. Каховский, Е. С. Мусин-Пушкин, Н. П. Окулов, М. И. Пущин, А. Е. Розен, К. П. Торсон, Н. Р. Цебриков, В. А. Шпейер, А. И. Якубович и другие.
Всего 14-15 декабря задержали 56 человек, 18 из которых вскоре выпустили, как непричастных к делу. Допрашивали их генерал К. Ф. Толь (его сменил вскоре В. В. Левашов) и лично Николай I. Спешка с допросами была вызвана необходимостью выявить как можно большее число «соучастников злоумышленного общества».
Добровольно сдались А. А. Бестужев, А. М. Булатов, М. К. Кюхельбекер, А. И. Одоевский, Н. А. Панов.
3 января при подавлении восстания Черниговского полка арестованы М. П. Бестужев-Рюмин и С. И. Муравьёв-Апостол.
4 (16) января 1826 г. во дворец к царю был доставлен П. И. Пестель, который, после отрицания на предварительных расспросах в Тульчине самого факта существования тайного общества, рассказал об истории образования и республиканских планах Южного общества, связях с Обществом соединённых славян и другими организациями.

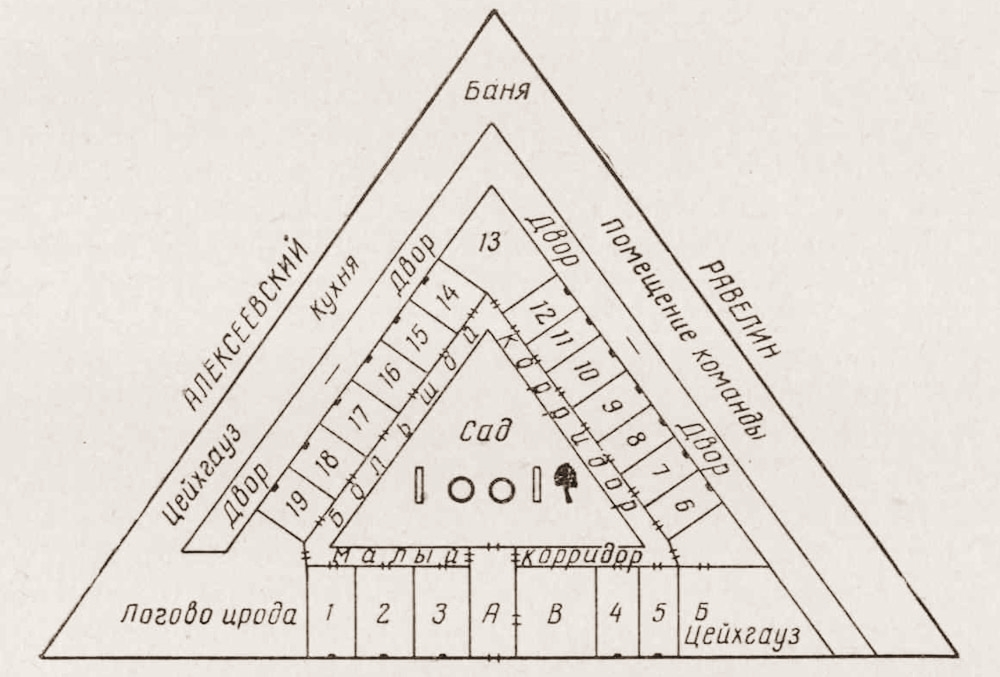
План расположения камер
в Алексеевском равелине

В январе казематы Петропавловской крепости оказались переполненными. Наиболее важных задержанных помещали в Алексеевском равелине, а остальных отправляли в крепости Выборга, Свеаборга, Кексгольма и другие. В феврале А. И. Татищев передал царю списки привлечённых к следствию лиц:

— содержащихся Петропавловской крепости — 156 человек;

— в госпиталях — 9;

— в разных местах Санкт-Петербурга и вне его — 17;

— находящихся до ареста под секретным надзором — 14;

— освобождённых за отсутствием вины — 48.
Комендант крепости А. Я. Сукин 19 февраля докладывал Николаю I: «Во вверенной мне крепости не осталось для посаждения ни одного свободного места или арестантского покоя, и занят даже один, в который должен поступить по выздоровлению из госпиталя арестант». Условия содержания государственных преступников в застенках Алексеевского равелина регламентировались установленными ещё при Александре I правилами.
К истории равелина. Документы:

…иметь строгое бдение за содержащимися, дабы они не могли иметь никакого, ни друг с другом, ни с кем посторонним, ни словесного, ни письменного сношения. О каждом же вновь заключенном арестанте получите всякий раз от С.-Петербургского военного губернатора особенное словесное приказание, как с ним поступать.

Иметь крайнюю осторожность и бдение за содержащимся к упреждению и самому недопущению покушения на побег, или собственное повреждение, или погубление жизни…

Волна арестов продолжалась до конца марта 1826 г.

### Программа следствия
Николай I лично участвовал и руководил следствием. После первых допросов император писал распоряжения о режиме содержания арестованных и об очередных арестах. Рылеева, который начал давать признательные показания, он велел «посадить в Алексеевский равелин, но не связывая рук, без сообщения с другими. Дать ему и бумагу для письма, и что будет писать ко мне собственноручно, мне приносить ежедневно».
После выявления большей части активных членов обществ, следствие приступило к формированию доказательной базы обвинения. Перед следователями были поставлены задачи по раскрытию:

— планов цареубийства;

— связей с другими тайными обществами;

— причастности высокопоставленных лиц;

— зарубежного влияния.
Была выработана особая последовательность работы с арестованными: предварительное снятие показаний, допрос членами комитета и ответы на его письменные вопросы, сопоставление показаний с показаниями других обвиняемых, повторный допрос и ответы на дополнительные письменные вопросы, очная ставка для выяснения тех разногласий в показаниях, которые Следственный комитет считал важными. Приоритетными были вопросы о планах цареубийства и покушений, об участии в восстании 14 декабря. За ними следовали вопросы об участии в тайных обществах и их составе, об истории их образования и другие.

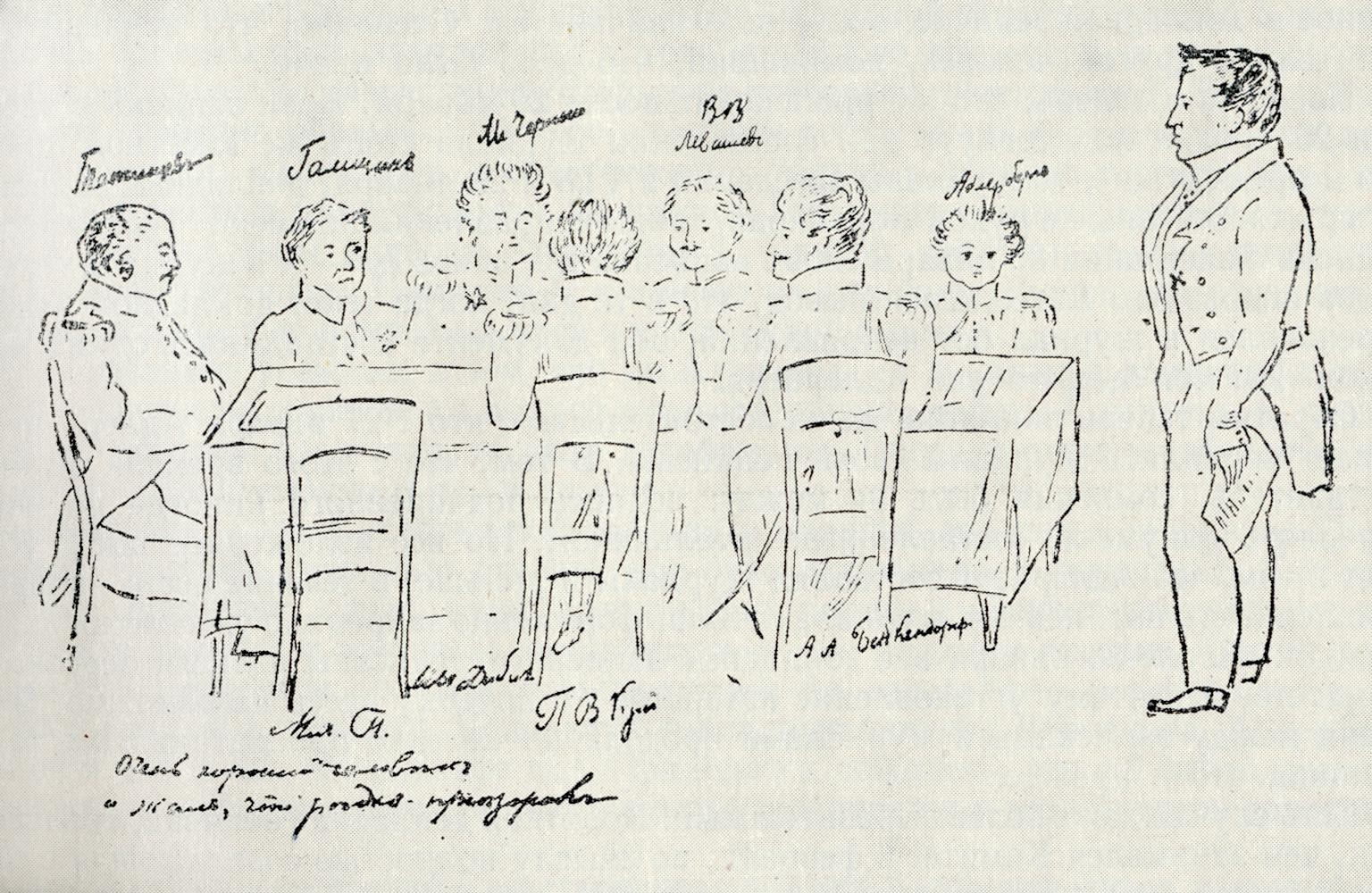
В Следственном комитете.
Рис. В. Ф. Адлерберга

Н. В. Басаргин писал о тщательной сценографии допросов, на которые подследственных приводили с повязкой на глазах:

«Вдруг я увидел себя в ярко освещённой комнате, перед столом, покрытым красным сукном, около которого сидели все члены нашего Комитета в мундирах и регалиях. Президентское место занимал генерал Татищев, по левую руку от него находились князь А. Н. Голицын, генералы Дибич, Чернышёв, Бенкендорф; по правую — великий князь Михаил Павлович, с.-петербургский губернатор Кутузов, генералы Левашев, Потапов, флигель-адъютант Адлерберг…».

В. Ф. Раевский, который был вызван в комитет 2 февраля 1826 года, описывая картину допроса, вспоминал, что «три шандала по три свечи освещали стол, по стенам лампы». По мнению Басаргин «вся эта обстановка должна была произвести внезапный и необходимый эффект на приведенного с завязанными глазами арестанта».
Следствие производилось в Петропавловской крепости в обстановке глубокой тайны, а результаты расследования причастности к делу высокопоставленных лиц и заграничных связей декабристских обществ не были включены в заключительное донесение Комиссии и были оформлены секретными приложениями к нему.

### Поведение декабристов
Арестованных убеждали давать признательные показания в расчёте на справедливую оценку их императором. Член следственного комитета великий князь Михаил Павлович говорил: «Государь самый лучший ходатай за вас, в этом могу вас заверить». Надежда на обещанную милость должна была до суда подтолкнуть государственных преступников к покаянию. Упорствующим давали понять, что, несмотря на действовавший в России запрет пыток, у следствия «существуют разные способы заставить вас признаться». По приказам Николая заковывание декабристов в кандалы практиковалось с первых дней задержания.
Чтобы принудить обвиняемых к нужным следствию признаниям, им говорили о якобы имевшихся против него показаниях, сводили измученных неизвестностью людей ожиданием мучительных для них очных ставок.
М. С. Лунин так обрисовал способы воздействия следствия на декабристов, которым члены комиссии «предлагали вопросы на жизнь или смерть; требовали ответов мгновенных и обстоятельных; обещали именем государя помилование за откровенность; отвергали оправдания, объявляя, что оные будут допущены впоследствии перед судом; вымышляли показания; отказывали иногда в очных ставках, …прибегали к угрозам и поношениям, чтобы вынудить показание или признание на других. Кто молчал или по неведению происшествий или от опасения погубить невинных, того в темнице лишали света, изнуряли голодом, обременяли цепями. Врачу поручено было удостовериться, сколько осуждённый мог вынести телесных страданий. Священник тревожил его дух, дабы исторгнуть и огласить исповедь…».
Не все выдерживали условий содержания и допросов. Некоторые декабристы страдали нервными расстройствами, а двое из них — А. М. Булатов (10.01.1826) и И. Ю. Поливанов (02.09.1826) в результате болезни скончались.
Проявившие малодушие пытались отказываться от ранее сделанных признательных показаний, испытывая угрызения совести от вреда, причинённого упомянутым ими товарищам, и поняв беспочвенность надежд на оправдание или смягчение участи.
И руководители восстания К. Ф. Рылеев, П. И. Пестель, С. И. Муравьёв-Апостол, М. П. Бестужев-Рюмин, и некоторые другие декабристы принципиально не отказывались от собственных убеждений и, принимая на себя ответственность за содеянное, своими, в разной степени подробными, показаниями пытались показать объективную справедливость идей искоренения существовавших злоупотреблений, их широкую распространённость и поддержку в российском обществе.
Рылеев, который в ходе следствия пять раз был на допросах, двенадцать раз на очных ставках и семьдесят восемь раз отвечал на письменные вопросы, пытался отрицать участие в обществе лиц, сведениями о которых комиссия пока не подтвердила. Свои первые показания он завершил просьбой: «Открыв откровенно и решительно, что мне известно, я прошу одной милости — пощадить молодых людей, вовлечённых в общество, и вспомнить, что дух времени такая сила, пред которою они не в состоянии были устоять».
Характеристику Пестелю и его позиции на следствии в своих мемуарах дал Николай I: «Пестель был злодей во всей силе слова, без малейшей тени раскаяния, с зверским выражением и самой дерзкой смелости в запирательстве».
Муравьёв-Апостол отвечал на первом допросе, «что готов дать истинный ответ на все то, что до него касается, но что до других лиц относится, того он никогда не обнаружит», и утверждал, что «все возмущение Черниговского полка было им одним сделано, без предварительного на то приготовления», а 25 января обратился к царю с предложением «употребить на пользу отечества дарованные мне небом способности… Какая бы задача ни была на меня возложена, по ревностному исполнению её ваше величество убедитесь в том, что на моё слово можно положиться».
Бестужев-Рюмин 26 января (7 февраля) 1826 г. просил Николая I об аудиенции, чтобы искренне рассказать о целях общества и о единственной милости — «не принуждать меня назвать Вам имена лиц, — и взамен этого я имел намерение умолять Ваше величество сделать меня ответственным за всё то, что могли замышлять члены общества, в котором я состоял».
М. С. Лунин заявил, что назвать имена означало бы «обнаружить братье и друзей». Долго отказывался от показаний на товарищей И. Д. Якушкин, отправленный в крепость с указанием «заковать в ножные и ручные железа; поступать с ним строго и не иначе содержать, как злодея», оценивая собственное поведение на следствии, написал, что его показания являлись результатом «ряда сделок с самим собою».
Совершенно другой оказалась во время следствия позиция князя С. П. Трубецкого, избранного диктатором накануне восстания, но утром 14 декабря отказавшегося от участия в нём. Оправдываясь тем, что «во всяком подобном обществе, хотя бы оно первоначально было составлено из самых честнейших людей, непременно найдутся люди… порочные и худой нравственности», он полностью признал вину, покаялся и просил о помиловании, что помогло ему избежать участи, уготованной остальным руководителям движения.
Среди мотивов, определявших поведение и метания декабристов на следствии, Н. Я. Эйдельман называл:

— тяжесть сознания того, что в застенках оказались все их соратники и, соответственно, отсутствие уверенности в поддержке единомышленниками на воле;

— психологические проблемы из-за противостояния с людьми своего круга, родственниками и вчерашними сослуживцами и знакомыми;

— иллюзии дворянского воспитания, связанные с верой в справедливость царя;

— переживания от вынужденных признаний, моральные и физические страдания из-за инквизиторских методов следствия, направляемого лично императором;

— пессимистические настроения из-за отсутствия упорядоченного законом судопроизводства;

— молодость и отсутствие политического опыта.

### Оценка суда и следствия декабристами
Следствию и суду посвятили отдельные страницы своих воспоминаний Н. В. Басаргин, А. П. Беляев, М. А. Бестужев, А. С. Гангеблов, Н. И. Лорер, А. Е. Розен, С. П. Трубецкой, П. И. Фаленберг, И. Д. Якушкин.
По завершении следствия всех арестованных только однажды вызвали в комиссию для подтверждения собственной подписью ранее сделанных показаний. При этом, попытки отказа от ранее сделанных показаний или изменения их в расчёт не принимались. Заключённые декабристы в казематах ожидали начала судебных слушаний и готовились к защите, но когда их без объявления о начале судебного заседания по разрядам начали приводить на оглашение приговоров, они только по обстановке догадались, что это и был суд, который позднее М. И. Пущин назвал «шемякиным». А. Е. Розен писал, что многие члены Верховного уголовного суда «наводили на нас не только лорнеты, но и зрительные трубки. Может быть, это было из участия и сострадания: им хотелось хоть видеть один только раз и в последний раз тех осуждённых, которых они уже осудили, никогда не видев их и никогда не говорив с ними до осуждения».
А. М. Муравьёв называл Следственный комитет «инквизиторским трибуналом… без тени правосудия или беспристрастия — и при глубоком неведении законов», члены которого «не допускали возможности политических убеждений иных, чем у них — и это были наши судьи!». О пристрастности следствия и суда писали Н. И. Лорер: «Процесс и самые вопросы были грубы, с угрозами, обманчивы, лживы. Я убеждён в том, что если бы у нас были адвокаты, то половина членов была бы оправдана и не была бы сослана на каторжную работу» и А. В. Поджио: «…почти все обвинения основывались более на словах, чем на действиях и можно ли было этому суду основать все свои приговоры на решениях одной следственной комиссии, представившей все показания наши…»
Известный склонностью к сатире Ф. Ф. Вадковский в написанной им песне не только выразил своё отношение к следователям, но и распределил в комментариях к ней роли «исполнителей» песни.
Как ответить им достойно,

Чтоб себя не унижать?

Мне весьма благопристойно

Стали проповедь читать.

Говорить им об Отчизне? –

Что в ней смыслит Левашов!

О России светлой жизни? –

Дибич ведь из прусаков!

	Стой! За это под замок!..
Вадковский Ф. ф. Наш следственный комитет в 1825 году — //Декабристы. Том 1. Поэзия — Л.: Худлит, 1975. С. – 394-395

Как ответить им достойно,

Чтоб себя не унижать?

Мне весьма благопристойно

Стали проповедь читать.

Говорить им об Отчизне? —

Что в ней смыслит Левашов!

О России светлой жизни? —

Дибич ведь из прусаков!

	Стой! За это под замок!..

Всё же речь я начинаю:

«Я Отчизны верный сын…» —

«Но я вас не понимаю:

Я – курляндский  дворянин…» —

Ну, а вы, князья Синода?

Ведь прощать – для вас закон!...» —

«На закон тот вышла мода,

В громе пушек тонет он…»

Стой! За это под замок!..

Тут к правителю столицы

(Он украшен сединой)

Я решился обратиться:

«Вы честны, прямы душой…» —

«Честь? – он мне ответил гордо, —

Да я честью дорожу,

За неё стою я твёрдо, —

Больше слова не скажу…»

Стой! За это под замок!..

«Вы из Касселя когда-то

Изгонявший короля,

Задержалась ваша плата, —

Благодарней был бы я.

Пусть весь мир в ожесточеньи, —

Верьте слову моему:

Только зритель я в сраженьи,

В нём участья не приму».

Стой! За это под замок!..

Мне не так уж плохо было,

Плотью слаб ваш трибунал,

Одолеть он сна не в силах —

Председатель задремал.

Сон сморил беднягу быстро:

Невоенный человек!

А военному министру

Можно молвить: «Спи вовек!»

Стой! За это под замок!..

Перевод с фр. Вс. Рождественского

Для первого куплета они были названы в тексте. Для второго — Бенкендорф и три члена Синода, «которые выслушали, не моргнув глазом, объявление смертного приговора наших пяти жертв». Для третьего — генерал-губернатор Петербурга П. В. Кутузов, сам принимавший участие в убийстве Павла I в ночь с 11-го на 12-е марта 1801 года. Исполнитель четвёртого — А. И. Чернышёв, поддержавший приговоры гвардейским офицерам, в том числе, из корыстных побуждений, своему родственнику З. И. Чернышёву. Для последнего куплета — А. И. Татищев, который на заседаниях комитета «большей частью спал сном старческим».
По мнению Н. В. Басаргина приговор «был так несообразен с нашей виновностью, представлял такое несправедливое к нам ожесточение, что как-то возвышал нас даже в собственных наших глазах».

### Общественное мнение
Отклики на следствие и приговор были во всех слоях общества. Консервативно настроенный и недолюбливавший реформатора М. С. Сперанского, одного из главных устроителей процесса, чиновник и мемуарист Ф. Ф. Вигель писал, что действиями императора Николая I «либерализм, столь нам несвойственный, обезоружен и придавлен; слова „правосудие“ и „порядок“ заменили сакраментальное дотоле слово „свобода“. Строгость его никто не смел, да и не хотел назвать жестокостью: ибо она обеспечивала как личную безопасность каждого, так и вообще государственную безопасность. Везде были видны весёлые и довольные лица, печальными казались только родственники и приятели мятежников 14 декабря». При этом автор воспоминаний отметил, что писать обо всём слышанном тогда «ещё не место».
С учётом общественного положения осуждённых круг «родственников и приятелей» оказался широким. В своих мемуарах декабристы вспоминали о многочисленных случаях сочувствия, внимания и помощи со стороны людей из самых разных слоёв общества.
Опасавшийся общественного возмущения, Николай I велел сохранить в тайне время и место казни декабристов. Сообщения о ней были опубликованы задним числом. Потрясённый А. С. Пушкин, назвавший декабристов «умнейшими людьми России», написал «И я бы мог…» и нарисовал виселицу на полях рукописи. Резко отреагировал на приговор декабристам поэт князь П. А. Вяземский: «Для меня Россия теперь опоганена, окровавлена… Сколько жертв и какая железная рука пала на них»..
По воле императора в «Донесении следственной комиссии» не было упоминания о том, что государственные преступники требовали освобождения крестьян. Но в доносах тайных агентов «о настроении умов» отмечалось распространение слухов об антикрепостнических целях заговорщиков. Сенатор, член Верховного уголовного суда П. Г. Дивов записал в дневник 5 (17) апреля 1826 г.: «Ходят слухи о возмущении крестьян; они… говорят, что покойный император дал свободу, а ныне царствующий император не хочет этого исполнить. Подобные слухи несомненно являются последствием заговора 14 декабря».
Декабристы в своих замыслах не опирались на народ. Простые люди, хорошо знакомые с несправедливостью властей и сочувствующие всем ею наказанным, тем не менее, увидели даже в способе отправки в Сибирь декабристов, осуждённых на каторжные работы за попытку восстать «на утеснителей народа», подтверждение узаконенных сословных привилегий. Образно их мнение выразил А. И. Герцен: «Наши-то сердечные пешочком ходят туда, а вот господ-то жандармы возят».

### Отклики зарубежной прессы
Официальное освещение процесса в российской прессе было призвано показать объективность следствия, справедливость суда и приговора и, что было важно для Николая I, «успокоить Европу», монархи которой заинтересованно относились к происходившим в России событиям.
Заочно приговорённый к смертной казни декабрист Н. И. Тургенев, с 1826 года живший в эмиграции, писал, что отношение английской и французской прессы к участникам декабрьского восстания было, в общем и целом, довольно беспристрастным. Позднейшие исследования показали неоднородность интерпретации разными изданиями результатов следствия и суда.
Отчёт следственной комиссии был достаточно полно опубликован в крупнейших газетах. Английская «Times» отмечала, что в Санкт-Петербурге прилагаются большие старания, «чтобы снова убедить мир в виновности лиц, участвовавших в заговоре». 10 августа 1826 г., комментируя приговор, «Times» писала, что 36 обвиняемых были приговорены к смертной казни, но 31 из них смертная казнь была заменена, по милости государя, приговором, значительно более тяжким, чем смерть на эшафоте: пожизненной каторгой в рудниках и отмечала: «Императорское правительство, однако, жестоко ошибается, если думает, что чисто формальное следствие, произведённое комиссией из 8 членов — придворных и адъютантов императора, может пробудить к себе доверие в цивилизованных странах Европы, или даже в менее культурной России».

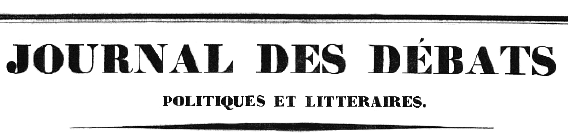

Мнения и оценки событий французских изданий определялись их политической направленностью. Консервативные газеты «La Quotidienne» и «Journal des débats» полностью воспроизводили официальные сообщения из России и печатали в извлечениях огромный отчёт следственной комиссии, который занимал от десяти до двенадцати страниц приложений в нескольких номерах. «Journal des débats» 22 августа, поддерживая наказание заговорщикам, вынесшим «приговор коронованным особам», писала, что цель этих «экзальтированных людей» — «республика между Сибирью и Крымом» — в их глазах «оправдывала средства и это обязывало их идти путём преступлений и безумств». Пытаясь поддерживать европейские троны, которые могли пошатнуться из-за выступления декабристов, роялистские газеты насколько возможно преуменьшали значение происшедших в России событий и призывали восхищаться и твердостью, и мягкостью Николая, заявляя, что «сейчас все исполнено радости и спокойствия». Более либеральный еженедельник «Le Constitutionnel» был более сдержан в одобрении и порицал процесс над декабристами, который проходил «без всякой защиты и при закрытых дверях», был отмечен «печатью тирании и беззакония». В номере от 10 августа 1826 г. в еженедельнике была подчеркнута жестокость казни пяти декабристов.
В США известия о «неприятных» событиях в России появились в официальном вашингтонском издании «National Intelligencer» в марте 1826 года. Американский посланник Генри Миддлтон в своих сообщениях из Петербурга поддержал официальную версию происшествия 14 декабря, опубликованную петербургской газетой «Journal de St.-Pétersbourg». Позднее он писал об итогах судопроизводства над участниками опасного для правительства заговора: «Какими бы несовершенными во многих отношениях ни были судебные заседания, тем не менее они, по-видимому, вызвали в стране удовлетворение; и когда вспоминают, какими деспотическими и кровавыми мерами подобный заговор был бы подавлен столетие или даже полвека назад, то, действительно, появляется большое основание быть удовлетворенным существенным прогрессом цивилизации».

## Комментарии
1. ↑  Ю. М. Лотман писал о парадоксе искренности членов тайных декабристских обществ, которые до восстания считали неблагородным делать тайну из своих взглядов и об их искренности на следствии, связанной с представлением о неразрывности чести и правдивости — //Лотман Ю. М. Беседы о русской культуре. Быт и традиции русского дворянства (XVIII-начало XIX века) — С-Пб.: Искусство, 1994. 558 с.
2. ↑  Осторожный Н. М. Карамзин пытался предостеречь П. А. Вяземского: «Только не вступайтесь в разговоры за несчастных преступников… У вас есть жена и дети, близкие, друзья, ум, талант, состояние, хорошее имя: есть, что беречь…» — Снытко В. В. Литературные корреспонденты П. А. Вяземского — //Встречи с прошлым. Вып. 3 — М.: Сов. Россия, 1986. — С. 287—322